# Geertruida Margaretha Goossens
Geertruida Margaretha Goossens, född 1696, död 1758, var en nederländsk guvernörsfru. 
Hon var dotter till bokhållaren Johannes Goossens och Sophia Fauconnier. Hon gifte sig 1720 med ämbetshavaren Michiel Westpalm (1684-1734), 1736 med ämbetshavaren Frederik Julius Coyett och 1737 in med Johannes Thedens, guvernör på Norra Java. Goossens har varit föremål för en del forskning kring den nederländska koloniala eliten på Java, där hon beskrivs som en tongivande medlem. Genom sina äktenskap var hon en förmögen slavägare med hög status på Java.  